# Ana Suárez Utrero
Ana Suárez Utrero, née le 10 octobre 1987, est une joueuse espagnole de basket-ball. Elle évolue au poste d'arrière et de meneuse. Elle évolue actuellement à Lattes-Montpellier.

## Biographie
Ana Suárez commence sa carrière professionnelle en 2006 avec le club espagnol Hondarribia-Irún. Au fil des années, elle évolue dans plusieurs clubs en Espagne ou encore en France et démontre sa polyvalence et son expérience sur le terrain.
Elle est reconnue pour sa vision du jeu, sa régularité et son engagement social.
Le 24 avril 2025, elle annonce mettre un terme à sa carrière.

## Palmarès

### Carrière en club
- Championnat de France : 2021[3]

### Carrière en sélection
- Championnat d'Europe U18 : 2ème en 2005

- Championnat d'Europe U20 : 2007[4]